# Lijst van nummer 1-albums in de LP Top 50 in 1982
Onderstaande albums stonden in 1982 op nummer 1 in de LP Top 50 de voorloper van de Media Markt Album Top 40. De lijst werd samengesteld door de Stichting Nederlandse Top 40.
| Nummer | Datum        | Artiest                           | Titel                              |
| ------ | ------------ | --------------------------------- | ---------------------------------- |
| 127    | 2 januari    | geen LP Top 50 verschenen         | geen LP Top 50 verschenen          |
|        | 9 januari    | ABBA                              | The visitors                       |
|        | 16 januari   | ABBA                              | The visitors                       |
|        | 23 januari   | ABBA                              | The visitors                       |
|        | 30 januari   | ABBA                              | The visitors                       |
|        | 6 februari   | ABBA                              | The visitors                       |
| 128    | 13 februari  | André Hazes                       | Gewoon André                       |
|        | 20 februari  | André Hazes                       | Gewoon André                       |
|        | 27 februari  | André Hazes                       | Gewoon André                       |
|        | 6 maart      | André Hazes                       | Gewoon André                       |
| 129    | 13 maart     | Orchestral Manoeuvres in the Dark | Architecture and morality          |
|        | 20 maart     | Orchestral Manoeuvres in the Dark | Architecture and morality          |
|        | 27 maart     | Orchestral Manoeuvres in the Dark | Architecture and morality          |
|        | 3 april      | Orchestral Manoeuvres in the Dark | Architecture and morality          |
|        | 10 april     | Orchestral Manoeuvres in the Dark | Architecture and morality          |
|        | 17 april     | Orchestral Manoeuvres in the Dark | Architecture and morality          |
|        | 24 april     | Orchestral Manoeuvres in the Dark | Architecture and morality          |
|        | 1 mei        | Orchestral Manoeuvres in the Dark | Architecture and morality          |
| 130    | 8 mei        | Doe Maar                          | Doris Day en andere stukken        |
|        | 15 mei       | Doe Maar                          | Doris Day en andere stukken        |
|        | 22 mei       | Doe Maar                          | Doris Day en andere stukken        |
| 131    | 29 mei       | Paul McCartney                    | Tug of war                         |
|        | 5 juni       | Paul McCartney                    | Tug of war                         |
|        | 12 juni      | Paul McCartney                    | Tug of war                         |
|        | 19 juni      | Paul McCartney                    | Tug of war                         |
| 132    | 26 juni      | The Rolling Stones                | Still life (American concert 1981) |
|        | 3 juli       | The Rolling Stones                | Still life (American concert 1981) |
|        | 10 juli      | The Rolling Stones                | Still life (American concert 1981) |
|        | 17 juli      | The Rolling Stones                | Still life (American concert 1981) |
|        | 24 juli      | The Rolling Stones                | Still life (American concert 1981) |
| 133    | 31 juli      | Roxy Music                        | Avalon                             |
|        | 7 augustus   | Roxy Music                        | Avalon                             |
|        | 14 augustus  | Roxy Music                        | Avalon                             |
|        | 21 augustus  | Roxy Music                        | Avalon                             |
|        | 28 augustus  | Roxy Music                        | Avalon                             |
|        | 4 september  | Roxy Music                        | Avalon                             |
| 134    | 11 september | Toto                              | Toto IV                            |
|        | 18 september | Toto                              | Toto IV                            |
|        | 25 september | Toto                              | Toto IV                            |
| 135    | 2 oktober    | Golden Earring                    | Cut                                |
| 136    | 9 oktober    | Dire Straits                      | Love over gold                     |
|        | 16 oktober   | Dire Straits                      | Love over gold                     |
|        | 23 oktober   | Dire Straits                      | Love over gold                     |
|        | 30 oktober   | Dire Straits                      | Love over gold                     |
|        | 6 november   | Dire Straits                      | Love over gold                     |
|        | 13 november  | Dire Straits                      | Love over gold                     |
|        | 20 november  | Dire Straits                      | Love over gold                     |
|        | 27 november  | Dire Straits                      | Love over gold                     |
| 137    | 4 december   | Supertramp                        | "... Famous last words ..."        |
| 138    | 11 december  | Kinderen voor Kinderen            | Kinderen voor Kinderen 3           |
|        | 18 december  | Kinderen voor Kinderen            | Kinderen voor Kinderen 3           |
|        | 25 december  | Kinderen voor Kinderen            | Kinderen voor Kinderen 3           |

Lijsten van nummer 1-albums in de Nederlandse Album Top 100

1969 ·
1970 ·
1971 ·
1972 ·
1973 ·
1974 ·
1975 ·
1976 ·
1977 ·
1978 ·
1979 ·
1980 ·
1981 ·
1982 ·
1983 ·
1984 ·
1985 ·
1986 ·
1987 ·
1988 ·
1989 ·
1990 ·
1991 ·
1992 ·
1993 ·
1994 ·
1995 ·
1996 ·
1997 ·
1998 ·
1999 ·
2000 ·
2001 ·
2002 ·
2003 ·
2004 ·
2005 ·
2006 ·
2007 ·
2008 ·
2009 ·
2010 ·
2011 ·
2012 ·
2013 ·
2014 ·
2015 ·
2016 ·
2017 ·
2018 ·
2019 ·
2020 ·
2021 ·
2022 ·
2023 ·
2024 ·
2025

Lijsten van nummer 1-albums van de Stichting Nederlandse Top 40

1969 ·
1970 ·
1971 ·
1972 ·
1973 ·
1974 ·
1975 ·
1976 ·
1977 ·
1978 ·
1979 ·
1980 ·
1981 ·
1982 ·
1983 ·
1984 ·
1985 ·
1986 ·
1987 ·
1988 ·
1989 ·
1990 ·
1991 ·
1992 ·
1993 ·
1994 ·
1995 ·
1996 ·
1997 ·
1998 ·
1999 ·
2011 ·
2012 ·
2013 ·
2014 ·
2015
- Nederland
- Nederland (LP Top 50)